# Rhagadiolus stellatus
Il radicchio stellato  (nome scientifico Rhagadiolus stellatus  (L.) Gaerth., 1791) è una pianta angiosperma dicotiledone della famiglia delle Asteraceae.

## Etimologia
Il nome del genere (Rhagadiolus) deriva dal diminutivo della parola "ragaj" e fa riferimento ai frutti acheni dimorfi (gli acheni interni sono caduchi mentre quei esterni sono allungati e persistenti). L'epiteto specifico (stellatus) significa "simile ad una stella" e fa riferimento alla configurazione finale dell'infiorescenza.
Il nome scientifico della pianta è stato definito dal botanico Joseph Gaertner (1732-1791) nella pubblicazione " De Fructibus et Seminibus Plantarum: accedunt seminum centuriae quinque priores cum tabulis Aeneis LXXIX. Stutgardiae, Tubingae" (Fruct. Sem. Pl. 2(3): 354) del 1791.

## Descrizione

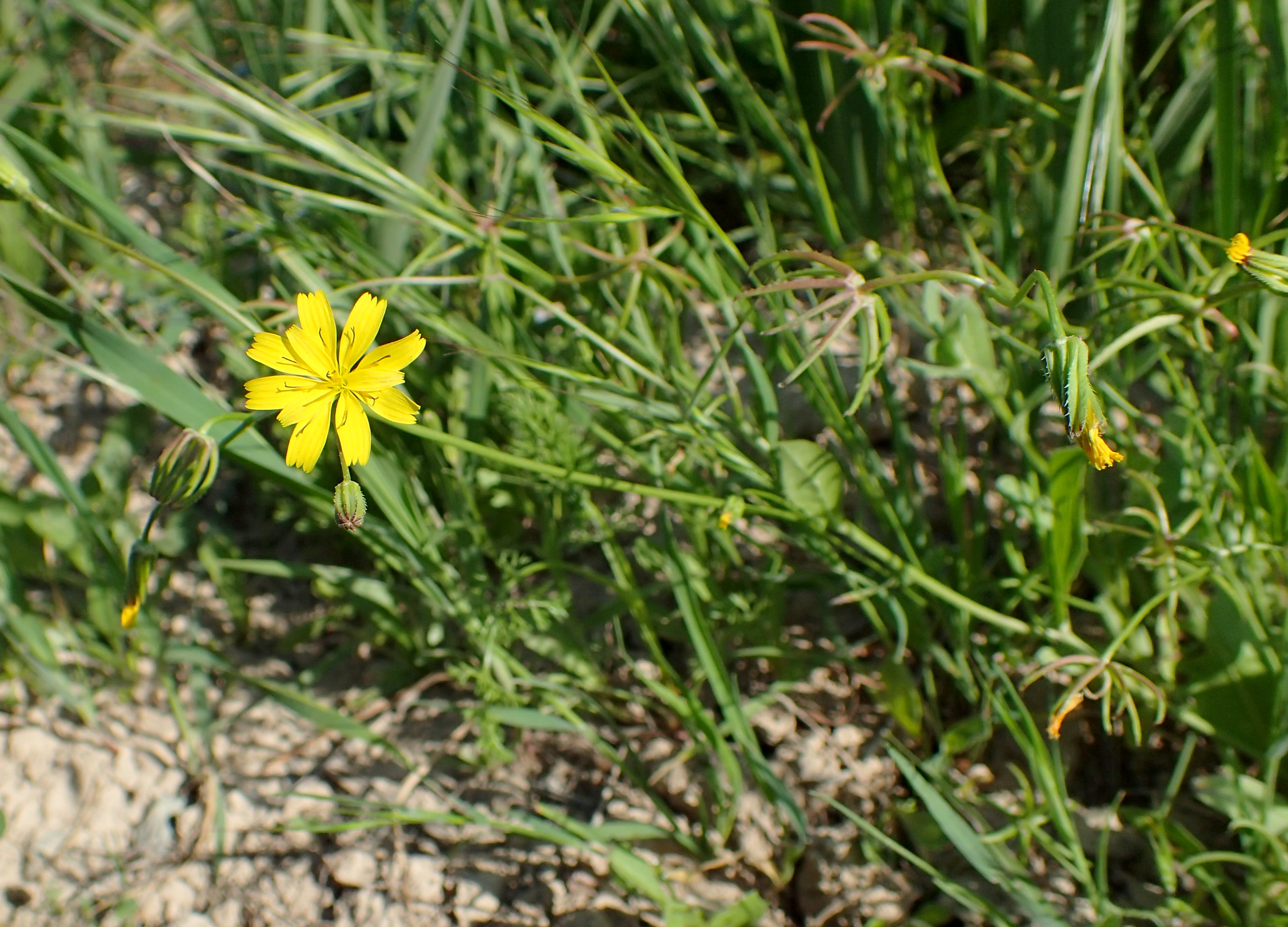
Il portamento
Rhagadiolus stellatus

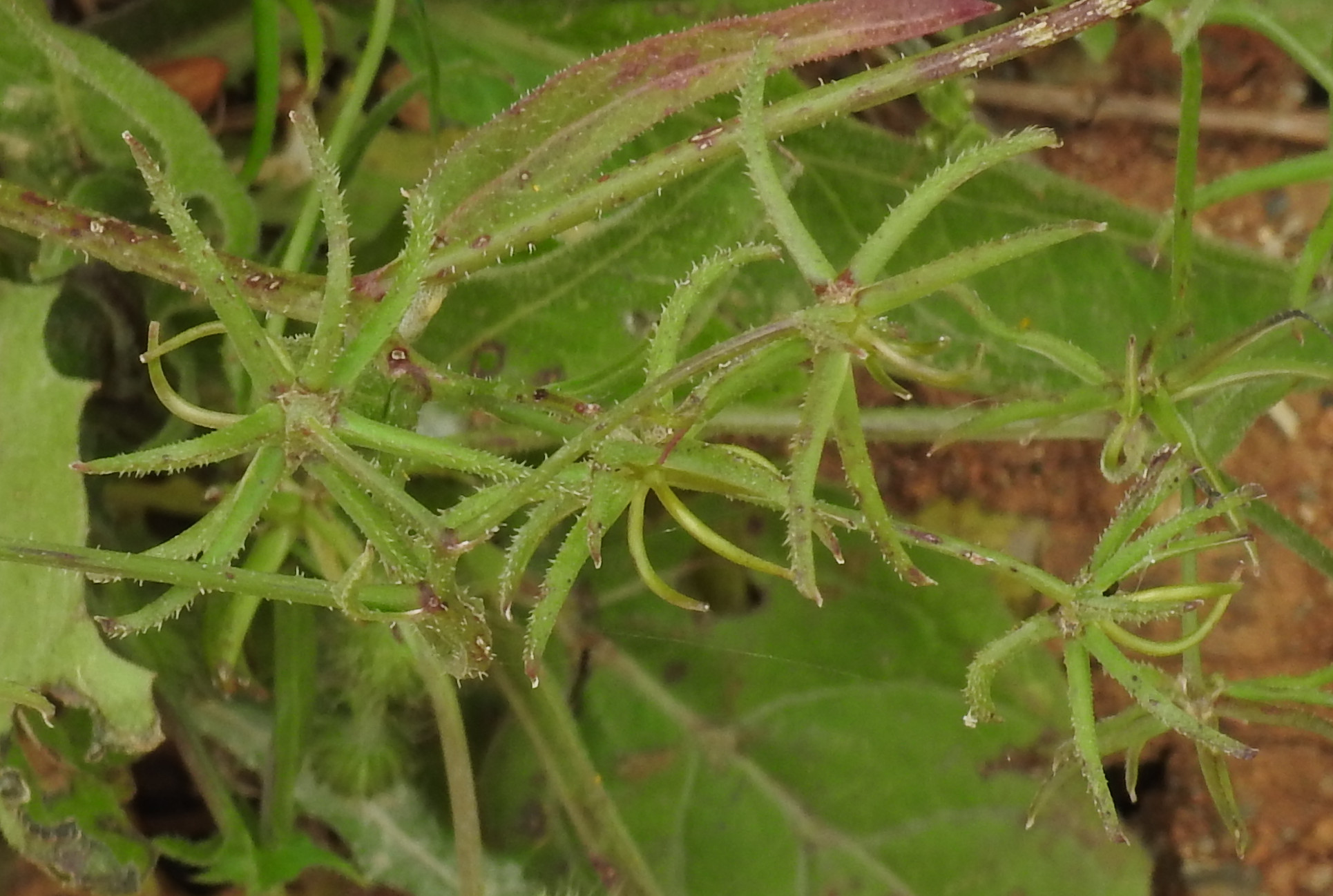
Le foglie
Rhagadiolus stellatus

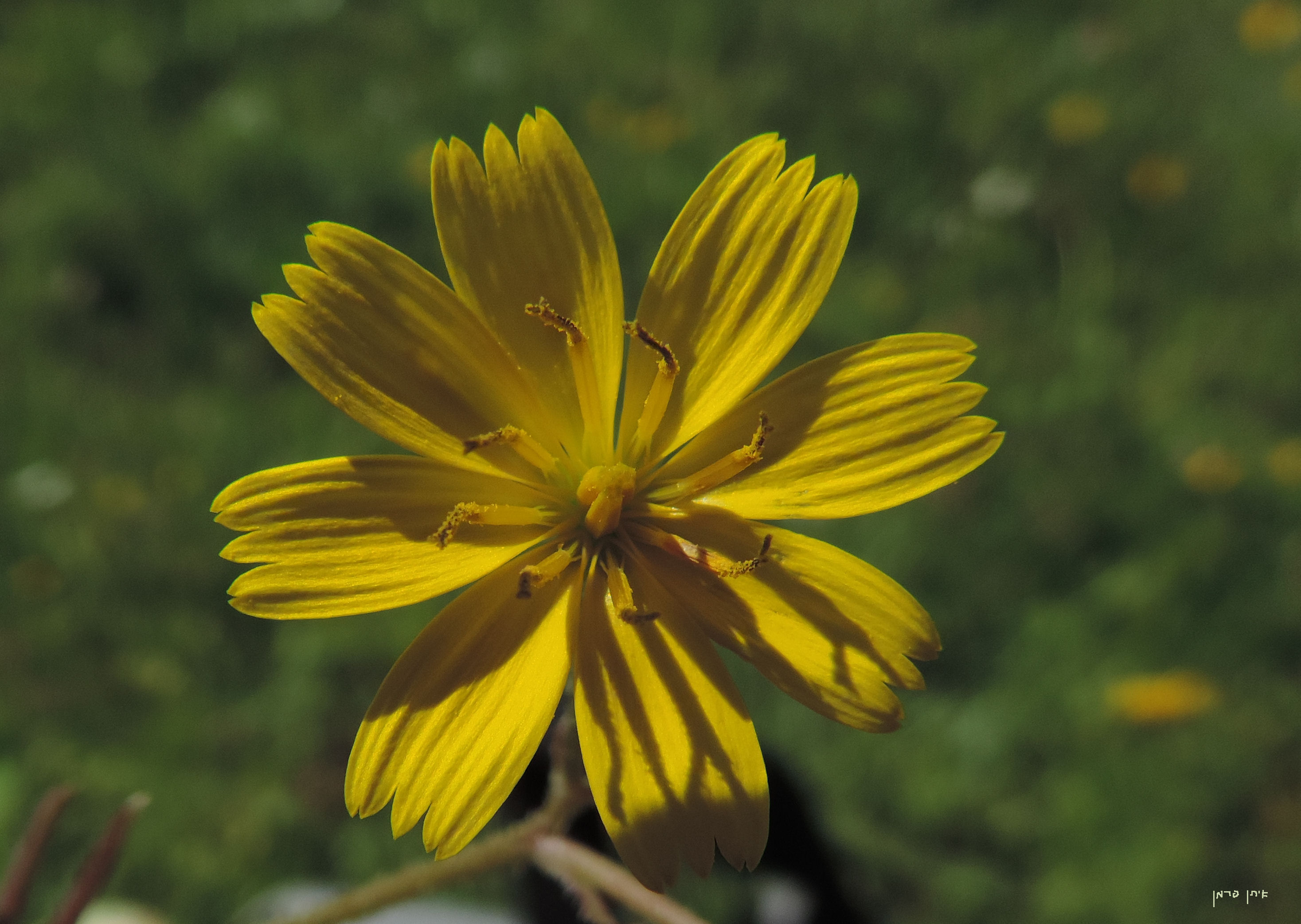
Infiorescenza
Rhagadiolus stellatus

Habitus. Queste piante sono annuali non molto alte con abbondante latice amaro. La forma biologica è terofita scaposa (T scap), ossia in generale sono piante erbacee che differiscono dalle altre forme biologiche poiché, essendo annuali, superano la stagione avversa sotto forma di seme e sono munite di asse fiorale eretto e spesso privo di foglie.
Fusto. Gli scapi fiorali sono cavi e afilli; possono originare direttamente dal rizoma. I fusti, ascendenti, sono ramificati alla base. Le radici in genere sono di tipo fittonante. Queste piante arrivano ad una altezza di 2 - 4 dm.
Foglie. Le foglie formano delle rosette radicali con lamine a forma da obovata a oblanceolata. Sono dentate alla base (raramente sono incise con lobi patenti appuntiti). Le foglie lungo il caule sono disposte in modo alterno; hanno delle forme ellittiche o lineari (quelle più in alto). Dimensione delle foglie basali: larghezza 2 cm; lunghezza 9 cm. Dimensione delle foglie cauline: larghezza 2 cm; lunghezza 6 cm.
Infiorescenza. L'infiorescenza è composta da numerosi capolini omogami e terminali. I capolini, solamente di tipo ligulifloro, sono formati da un involucro composto da diverse brattee (o squame) all'interno delle quali un ricettacolo fa da base ai fiori ligulati. L'involucro ha una forma cilindrica ed è formato da due serie di brattee. Solitamente le due serie di brattee non sono uguali: quelle esterne sono alte 1 mm; quelle interne (da 8 o più) sono lunghe 6 mm e sono setolose. Il ricettacolo è piano e nudo (senza pagliette a protezione della base dei fiori). Dimensione dell'involucro: larghezza 3 mm; lunghezza 6 mm.
Fiori. I fiori (da 8 a 12 per capolino), tutti ligulati, sono tetra-ciclici (ossia sono presenti 4 verticilli: calice – corolla – androceo – gineceo) e pentameri (ogni verticillo ha in genere 5 elementi). I fiori sono ermafroditi, fertili e zigomorfi.
- Formula fiorale:

*/x K {\displaystyle \infty }, [C (5), A (5)], G 2 (infero), achenio
- Calice: i sepali del calice sono ridotti ad una coroncina di squame.
- Corolla: le corolle sono formate da una ligula terminante con 5 denti; il colore in genere è giallo; la superficie può essere sia pubescente che glabra. Lunghezza della ligula: 5 mm.
- Androceo: gli stami sono 5 con filamenti liberi e distinti, mentre le antere sono saldate in un manicotto (o tubo) circondante lo stilo.[14] Le antere alla base sono prive di codette. Il polline è tricolporato.[15]
- Gineceo: lo stilo è filiforme. Gli stigmi dello stilo sono due divergenti e ricurvi con la superficie stigmatica posizionata internamente (vicino alla base).[16] L'ovario è infero uniloculare formato da 2 carpelli.
- Fioritura: da (marzo) aprile a giugno (luglio).

Frutti. I frutti sono degli acheni con pappo. Gli acheni, cilindrici, sono dimorfi (di due tipi): quegli interni (da 1 a 3), sono brevi con portamento curvo e glabri; quegli esterni (da 5 a 8) sono diritti e patenti (insieme alle brattee accrescenti) fino a 15 mm di lunghezza (formano una stella a 8 - 15 punte) e si presentano rugosi e setolosi. Il pappo è assente.

## Biologia
- Impollinazione: l'impollinazione avviene tramite insetti (impollinazione entomogama tramite farfalle diurne e notturne).
- Riproduzione: la fecondazione avviene fondamentalmente tramite l'impollinazione dei fiori (vedi sopra).
- Dispersione: i semi (gli acheni) cadendo a terra sono successivamente dispersi soprattutto da insetti tipo formiche (disseminazione mirmecoria). In questo tipo di piante avviene anche un altro tipo di dispersione: zoocoria. Infatti gli uncini delle brattee dell'involucro si agganciano ai peli degli animali di passaggio disperdendo così anche su lunghe distanze i semi della pianta.

## Distribuzione e habitat

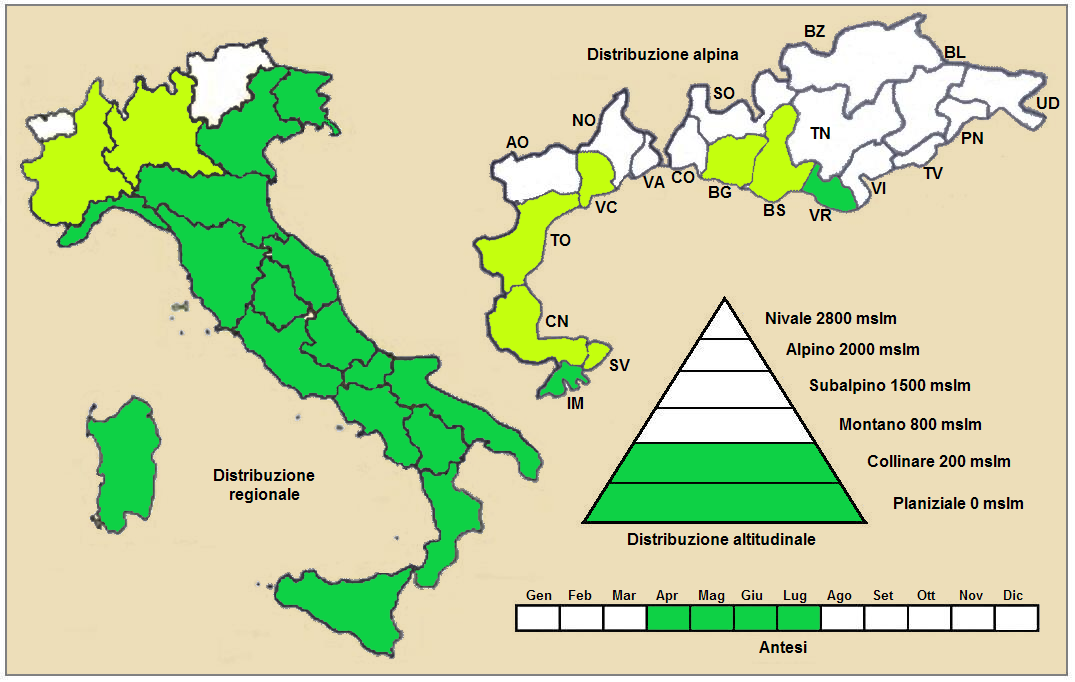
Distribuzione della pianta (Distribuzione regionale – Distribuzione alpina)

- Geoelemento: il tipo corologico (area di origine) è Euri-Mediterraneo.
- Distribuzione: in Italia questa specie è comune ma ha una distribuzione molto discontinua. Fuori dall'Italia, sempre nelle Alpi, questa specie si trova in Francia. Sugli altri rilievi collegati alle Alpi è presente nel Massiccio Centrale, Pirenei e Monti Balcani.[18] Nel resto dell'Europa e dell'areale del Mediterraneo si trova in Europa sia mediterranea che centrale, in Anatolia, Transcaucasia, Asia mediterranea fino all'Iran e Africa settentrionale.[2]
- Habitat: l'habitat preferito per queste piante sono gli incolti, i campi a riposo e i pascoli aridi. Il substrato preferito è calcareo ma anche siliceo con pH neutro, medi valori nutrizionali del terreno che deve essere arido.
- Distribuzione altitudinale: sui rilievi, in Italia, queste piante si possono trovare fino a 1.000 m s.l.m.; nelle Alpi frequentano quindi i seguenti piani vegetazionali: collinare (oltre a quello planiziale).

### Fitosociologia

#### Areale alpino
Dal punto di vista fitosociologico alpino Rhagadiolus stellatus appartiene alla seguente comunità vegetale:
Formazione: delle comunità terofiche pioniere nitrofile
Classe: Stellarietea mediae

#### Areale italiano
Per l'areale completo italiano la specie di questa voce' appartiene alla seguente comunità vegetale:
Macrotipologia: vegetazione erbacea sinantropica, ruderale e megaforbieti
Subclasse: Stellarienea mediae
Ordine: Centaureetalia cyani Tüxen, Lohmeyer & Preising in Tüxen ex Von Rochow, 1951
Alleanza: Roemerion hybridae Br.-Bl. ex Rivas-Martinez, Lodi, Costa T.E. Diaz & Penas, 1999
Descrizione. L'alleanza Roemerion hybridae è relativa alle comunità infestanti le colture cerealicole a ciclo primaverile. I suoli preferiti in genere sono basici di natura calcarea, talora argillosa o basaltica. Il termotipo è mesomediterraneo semiarido secco o subumido. L'alleanza è diffusa nel Mediterraneo centrale e occidentale; in particolare è presente in Italia, nella Francia sud-orientale, nella Penisola Iberica e nella parte settentrionale del Marocco.

## Tassonomia
La famiglia di appartenenza di questa voce (Asteraceae o Compositae, nomen conservandum) probabilmente originaria del Sud America, è la più numerosa del mondo vegetale, comprende oltre 23.000 specie distribuite su 1.535 generi, oppure 22.750 specie e 1.530 generi secondo altre fonti (una delle checklist più aggiornata elenca fino a 1.679 generi). La famiglia attualmente (2021) è divisa in 16 sottofamiglie.

### Filogenesi
Il genere di questa voce appartiene alla sottotribù Crepidinae della tribù Cichorieae (unica tribù della sottofamiglia Cichorioideae). In base ai dati filogenetici la sottofamiglia Cichorioideae è il terz'ultimo gruppo che si è separato dal nucleo delle Asteraceae (gli ultimi due sono Corymbioideae e Asteroideae). La sottotribù Crepidinae fa parte del "quarto" clade della tribù; in questo clade è in posizione "centrale" vicina alle sottotribù Chondrillinae e Hypochaeridinae.
La sottotribù è divisa in due gruppi principali uno a predominanza asiatica e l'altro di origine mediterranea/euroasiatica. Da un punto di vista filogenetico, all'interno della sottotribù, sono stati individuati 5 subcladi. Il genere di questa voce appartiene al subclade denominato "Crepis-Lapsana-Rhagadiolus clade", composto dai generi Crepis L., 1753, Lapsana L., 1753 e Rhagadiolus Juss., 1789. Il gruppo "Crepis-Lapsana-Rhagadiolus clade" è diviso in due subcladi: uno formato dal genere Crepis e l'altro, in disposizione politomica, dai generi Lapsana, Rhagadiolus e alcune specie di Crepis. In questo gruppo Rhagadiolus è morfologicamente ben delimitato. [La precedente configurazione filogenetica è basata sull'analisi di alcune particolari regioni (nrITS) del DNA; analisi su altre regioni (DNA del plastidio) possono dare dei risultati lievemente diversi.]
Rhagadiolus è uno dei pochi generi della tribù Cichorieae i cui acheni sono privi di pappo; mancando quindi una delle caratteristiche diagnostiche più importanti per questo gruppo. Il suo inserimento nella sottotribù Crepidinae è tuttavia giustificato dalle ultime analisi filogenetiche molecolari. In realtà questi studi mostrano chiaramente che sia Rhagadiolus che Lapsana sono addirittura nidificati all'interno di Crepis.
I caratteri distintivi per la specie di questa voce sono:
- le foglie radicali hanno lamine a forma da obovata a oblanceolata;
- le brattee interne dell'involucro sono 8 o più;
- gli acheni sono privi di pappo;
- gli acheni esterni all'antesi si presentano con una struttura stellata in modo patente e sono rugosi e setolosi, quegli interni sono diritti, lisci e glabri.

Rhagadiolus è simili al genere Cichorium, ma si distingue per il ciclo biologico annuo, i capolini con 8 - 12 fiori, le brattee con 1 - 2 serie, la corolla gialla, gli acheni cilindrici e alla fine patenti a stella e il pappo nullo.
Il numero cromosomico della specie è: 2n = 10 (le specie sono diploidi).

### Variabilità
Questa specie è soggetta a variabilità. I caratteri più variabili sono:
- foglie: la forma è incostante (a volte sono simili a quelle della specie Rhagadiolus edulis);
- acheni: gli acheni centrali a volte sono papillosi e a volte sono più o meno glabri.

### Sinonimi
Sono elencati alcuni sinonimi per questa entità:
- Lapsana ramosissima Crantz
- Lapsana stellata  L.
- Rhagadiolus hebelaenus  (DC.) Vassilcz.
- Rhagadiolus intermedius  Ten.
- Rhagadiolus leiocarpus  (DC.) Bonnier
- Rhagadiolus lyratus  Lam.
- Rhagadiolus stellatus var. hebelaenus  DC.